# ناظم القادري
ناظم القادري، محامي وسياسي لبناني. كان عضواً بمجلس النواب اللبناني عن مقعد السنة بدائرة البقاع، وآخر دورة برلمانية شارك بها كانت بانتخابات عام 1972 حيث لم تجر انتخابات بعدها بسبب الحرب الأهلية. شارك بالحكومة اللبنانية كوزير
وذلك بحكومة الرئيس سليم الحص بعهد الرئيس إلياس سركيس من 16 يوليو 1979 إلى 25 أكتوبر 1980 بمنصب وزير العمل والشؤون الاجتماعية، وبتاريخ 18 فبراير 1980 عين بالإضافة لوزارته وزيراً للداخلية وذلك بعد وفاه وزير الداخلية بالحكومة بهيج تقي الدين. اغتيل القادري في 21 سبتمبر 1989.